# Питтман, Стив
Сти́вен Ли Пи́ттман (англ. Stephen Lee Pittman; род. 18 июля 1967, Уилсон, Северная Каролина) — американский и шотландский футболист, выступавший на позиции защитника, и футбольный тренер.

## Биография

### Ранние годы
Родившись в США, Питтман переехал со своей матерью в Шотландию, когда ему было три года. У него — двойное гражданство.

### Клубная карьера
Футбольную карьеру он начал в клубе «Ист Файф». В 1989 году перешёл в английский «Шрусбери Таун».
29 марта 1990 года Питтман подписал контракт с клубом Американской профессиональной футбольной лиги «Форт-Лодердейл Страйкерс». Провёл в клубе три сезона. По итогам сезона 1990 удостоился наград конференции АСЛ: был включён в первую символическую сборную и был признан новичком года. По итогам сезона 1992 попал в первую символическую сборную АПСЛ. 29 августа 1990 года Питтман подписал контракт с шоубольной командой «Уичито Уингз» из Major Indoor Soccer League на сезон 1990/91. Провёл в команде ещё один сезон.
В 1992 году Питтман вернулся в Шотландию, перейдя в «Данди». В 1994 году перешёл в «Партик Тисл».
В 1996 году Питтман присоединился к клубу «Тампа-Бэй Мьютини» из новообразованной главной лиги США, MLS. 13 апреля 1996 года в матче стартового тура дебютного сезона лиги против «Нью-Инглэнд Революшн» забил гол, принёсший «Тампа-Бэй Мьютини» первую победу в истории клуба (3:2). 14 июля 1996 года в Матче всех звёзд MLS забил победный гол команды Востока (3:2).
9 января 1997 года Питтман был обменян в «Канзас-Сити Уизардс» на Алана Прампина и пик третьего раунда дополнительного драфта MLS 1997. За «Канзас-Сити Уизардс» дебютировал 5 апреля 1997 года в матче против «Лос-Анджелес Гэлакси». По окончании сезона 1997, 13 ноября 1997 года, «Канзас-Сити Уизардс» отчислил Питтмана.
Вернувшись в Шотландию, он присоединился к клубу «Клайдбанк». Впоследствии играл за «Стенхаусмюир».

### Международная карьера
За сборную США Питтман сыграл в трёх товарищеских матчах: со сборной Тринидада и Тобаго 15 сентября 1990 года, со сборной Швеции 16 августа 1995 года, со сборной Китая 29 января 1997 года. Был включён в состав сборной США на Золотой кубок КОНКАКАФ 1996.

### Тренерская карьера
Питтман тренировал клуб «Памферстон».
В июне 2009 года Питтман был назначен главным тренером клуба «Броксберн Атлетик».
10 октября 2017 года Стив Питтман и Дерек Макуильямс совместно возглавили молодёжный состав до 20 лет клуба «Ливингстон». 19 июня 2020 года Питтман и Макуильямс покинули «Ливингстон» вследствие отмены лиги резервистов из-за пандемии COVID-19.

### Семья
Сын Стива Питтмана — Скотт, также стал футболистом.

## Достижения
Как игрока
Командные
 «Тампа-Бэй Мьютини»
- Победитель регулярного чемпионата MLS: 1996

Индивидуальные
- Участник Матча всех звёзд MLS: 1996